# 루이 보나파르트
루이 나폴레옹 보나파르트(프랑스어: Louis Napoléon Bonaparte, 네덜란드어: Lodewijk Napoleon Bonaparte) 혹은 홀란트 왕국의 로데베이크 1세(Lodewijk Napoleon Bonaparte, 1778년 9월 2일 ~ 1846년 7월 25일)는 홀란트 왕국의 초대 국왕이다. 나폴레옹 보나파르트의 동생이다. 형수 조제핀 드 보아르네가 전남편과의 사이에서 낳은 딸 오르탕스 드 보아르네와 결혼해 세 아들들을 두었으나 1810년 이혼했다.

## 자녀
- 나폴레옹 샤를 보나파르트(1802 ~ 1807)
- 나폴레옹 루이 보나파르트(1804 ~ 1831)
- 샤를 루이 나폴레옹 보나파르트(1808 ~ 1873)

| 전임 신설 | 홀란트 국왕 1806년 6월 5일 ~ 1810년 7월 1일 | 후임 로데베이크 2세 |